# Wahlkreis Rovereto (Camera dei deputati)
Der Wahlkreis Rovereto war von 1993 bis 2005 und ist seit 2017 wieder ein Wahlkreis (italienisch collegio elettorale) für die Wahl der italienischen Abgeordnetenkammer.

## Von 1993 bis 2005

### Wahlkreisgebiet
| Wahlkreise – Camera dei deputati – Trentino-Südtirol | Wahlkreise – Camera dei deputati – Trentino-Südtirol | Wahlkreise – Camera dei deputati – Trentino-Südtirol                                                 |
| Provinz                                              | Provinz                                              | Gemeinden nach Provinzen ⮞ Wahlkreis                                                                 |
| ---------------------------------------------------- | ---------------------------------------------------- | --- |
|                                                      | Südtirol (116 Gemeinden)                             | 2 ⮞ Wahlkreis Bozen 39 ⮞ Wahlkreis Brixen 36 ⮞ Wahlkreis Eppan 39 ⮞ Wahlkreis Meran                  |
|                                                      | Trentino (223 Gemeinden)                             | 10 ⮞ Wahlkreis Trient 32 ⮞ Wahlkreis Rovereto 105 ⮞ Wahlkreis Lavis 76 ⮞ Wahlkreis Pergine Valsugana |

Der Wahlkreis umfasste 32 Gemeinden (Ala, Arco, Avio, Besenello, Bezzecca, Brentonico, Calliano, Concei, Drena, Dro, Folgaria, Isera, Lavarone, Luserna, Molina di Ledro, Mori, Nago-Torbole, Nogaredo, Nomi, Pieve di Ledro, Pomarolo, Riva del Garda, Ronzo-Chienis, Rovereto, Tenno, Terragnolo, Tiarno di Sopra, Tiarno di Sotto, Trambileno, Vallarsa, Villa Lagarina und Volano).

### Wahlergebnisse

#### Parlamentswahl 1994

##### Direktstimmen
| Kandidaten               | Kandidaten           | Parteien                              | Stimmen | %    |
| ------------------------ | -------------------- | ------------------------------------- | ------- | ---- |
|                          | Sergio Chiesagewählt | Polo delle Libertà (FI – LN)          | 27.619  | 32,7 |
|                          | Rita Farinelli       | Progressisti                          | 21.901  | 25,9 |
|                          | Geremia Gios         | Patto per l’Italia                    | 17.026  | 20,2 |
|                          | Giorgio Gelmetti     | Partito Autonomista Trentino Tirolese | 11.560  | 13,7 |
|                          | Diego Senter         | Alleanza Nazionale                    | 6.295   | 7,5  |
| Gesamt                   | Gesamt               | Gesamt                                | 84.401  | 100  |
|                          |                      |                                       |         |      |
| Ungültige Stimmen        | Ungültige Stimmen    | Ungültige Stimmen                     | 5.667   | 6,3  |
| Wähler                   | Wähler               | Wähler                                | 90.068  | 90,2 |
| Wahlberechtigte          | Wahlberechtigte      | Wahlberechtigte                       | 99.810  |      |
|                          |                      |                                       |         |      |
| Quelle: Innenministerium |                      |                                       |         |      |

##### Listenstimmen
| Parteien                             | Parteien                     | Parteien                           | Stimmen | %    |
| ------------------------------------ | ---------------------------- | ---------------------------------- | ------- | ---- |
|                                      | Polo delle Libertà           | Forza Italia                       | 19.317  | 22,8 |
| Lega Nord                            | Polo delle Libertà           | 9.273                              | 10,9    |      |
| ↳ Gesamt                             | Polo delle Libertà           | 28.590                             | 33,7    |      |
|                                      | Progressisti                 | Partito Democratico della Sinistra | 10.876  | 12,8 |
| La Rete                              | Progressisti                 | 4.116                              | 4,9     |      |
| Partito della Rifondazione Comunista | Progressisti                 | 4.006                              | 4,7     |      |
| Federazione dei Verdi                | Progressisti                 | 3.280                              | 3,9     |      |
| Partito Socialista Italiano          | Progressisti                 | 1.498                              | 1,8     |      |
| ↳ Gesamt                             | Progressisti                 | 23.776                             | 28,0    |      |
|                                      | Patto per l’Italia           | Partito Popolare Italiano          | 16.537  | 19,5 |
|                                      | Südtiroler Volkspartei       | Südtiroler Volkspartei             | 8.957   | 10,6 |
|                                      | Alleanza Nazionale           | Alleanza Nazionale                 | 6.339   | 7,5  |
|                                      | Partito della Legge Naturale | Partito della Legge Naturale       | 369     | 0,4  |
|                                      | Autonomia Democratica        | Autonomia Democratica              | 229     | 0,3  |
| Gesamt                               | Gesamt                       | Gesamt                             | 84.797  | 100  |
|                                      |                              |                                    |         |      |
| Ungültige Stimmen                    | Ungültige Stimmen            | Ungültige Stimmen                  | 5.270   | 5,9  |
| Wähler                               | Wähler                       | Wähler                             | 90.067  | 90,2 |
| Wahlberechtigte                      | Wahlberechtigte              | Wahlberechtigte                    | 99.810  |      |
|                                      |                              |                                    |         |      |
| Quelle: Innenministerium             |                              |                                    |         |      |

#### Parlamentswahl 1996

##### Direktstimmen
| Kandidaten               | Kandidaten             | Parteien                                        | Stimmen | %    |
| ------------------------ | ---------------------- | ----------------------------------------------- | ------- | ---- |
|                          | Marco Boatogewählt     | L’Ulivo                                         | 31.830  | 38,7 |
|                          | Pier Giorgio Plotegher | Polo per le Libertà                             | 23.559  | 28,6 |
|                          | Leonardo Boldrini      | Lega Nord                                       | 14.441  | 17,5 |
|                          | Giorgio Gelmetti       | Partito Autonomista Trentino Tirolese – L’Abete | 9.869   | 12,0 |
|                          | Luigi Franzinelli      | Partito della Legge Naturale                    | 2.627   | 3,2  |
| Gesamt                   | Gesamt                 | Gesamt                                          | 82.326  | 100  |
|                          |                        |                                                 |         |      |
| Ungültige Stimmen        | Ungültige Stimmen      | Ungültige Stimmen                               | 6.213   | 7,0  |
| Wähler                   | Wähler                 | Wähler                                          | 88.539  | 87,0 |
| Wahlberechtigte          | Wahlberechtigte        | Wahlberechtigte                                 | 101.733 |      |
|                          |                        |                                                 |         |      |
| Quelle: Innenministerium |                        |                                                 |         |      |

##### Listenstimmen
| Parteien                                          | Parteien                             | Parteien                             | Stimmen | %    |
| ------------------------------------------------- | ------------------------------------ | ------------------------------------ | ------- | ---- |
|                                                   | L’Ulivo                              | Partito Democratico della Sinistra   | 13.641  | 16,6 |
| Popolari per Prodi (PPI – SVP – PRI – UD – Prodi) | L’Ulivo                              | 7.716                                | 9,4     |      |
| Rinnovamento Italiano                             | L’Ulivo                              | 6.150                                | 7,5     |      |
| Federazione dei Verdi                             | L’Ulivo                              | 3.441                                | 4,2     |      |
| ↳ Gesamt                                          | L’Ulivo                              | 30.948                               | 37,7    |      |
|                                                   | Polo per le Libertà                  | Forza Italia                         | 14.142  | 17,2 |
| Alleanza Nazionale                                | Polo per le Libertà                  | 8.655                                | 10,5    |      |
| CCD – CDU                                         | Polo per le Libertà                  | 5.860                                | 7,1     |      |
| ↳ Gesamt                                          | Polo per le Libertà                  | 28.657                               | 34,9    |      |
|                                                   | Lega Nord                            | Lega Nord                            | 15.409  | 18,8 |
|                                                   | Partito della Rifondazione Comunista | Partito della Rifondazione Comunista | 5.202   | 6,3  |
|                                                   | Union für Südtirol                   | Union für Südtirol                   | 1.287   | 1,6  |
|                                                   | Partito della Legge Naturale         | Partito della Legge Naturale         | 535     | 0,7  |
| Gesamt                                            | Gesamt                               | Gesamt                               | 82.038  | 100  |
|                                                   |                                      |                                      |         |      |
| Ungültige Stimmen                                 | Ungültige Stimmen                    | Ungültige Stimmen                    | 6.553   | 7,4  |
| Wähler                                            | Wähler                               | Wähler                               | 88.591  | 87,1 |
| Wahlberechtigte                                   | Wahlberechtigte                      | Wahlberechtigte                      | 101.733 |      |
|                                                   |                                      |                                      |         |      |
| Quelle: Innenministerium                          |                                      |                                      |         |      |

#### Parlamentswahl 2001

##### Direktstimmen
| Kandidaten               | Kandidaten         | Parteien                         | Stimmen | %    |
| ------------------------ | ------------------ | -------------------------------- | ------- | ---- |
|                          | Marco Boatogewählt | L’Ulivo – Südtiroler Volkspartei | 42.009  | 50,8 |
|                          | Marco Zenatti      | Casa delle Libertà               | 34.786  | 42,1 |
|                          | Andrea Peroni      | Lista Di Pietro                  | 5.839   | 7,1  |
| Gesamt                   | Gesamt             | Gesamt                           | 82.634  | 100  |
|                          |                    |                                  |         |      |
| Ungültige Stimmen        | Ungültige Stimmen  | Ungültige Stimmen                | 5.666   | 6,4  |
| Wähler                   | Wähler             | Wähler                           | 88.300  | 84,2 |
| Wahlberechtigte          | Wahlberechtigte    | Wahlberechtigte                  | 104.836 |      |
|                          |                    |                                  |         |      |
| Quelle: Innenministerium |                    |                                  |         |      |

##### Listenstimmen
| Parteien                       | Parteien                             | Parteien                               | Stimmen | %    |
| ------------------------------ | ------------------------------------ | -------------------------------------- | ------- | ---- |
|                                | Casa delle Libertà                   | Forza Italia                           | 19.571  | 23,6 |
| Alleanza Nazionale             | Casa delle Libertà                   | 8.543                                  | 10,3    |      |
| Lega Nord                      | Casa delle Libertà                   | 4.566                                  | 5,5     |      |
| CCD – CDU                      | Casa delle Libertà                   | 2.179                                  | 2,6     |      |
| ↳ Gesamt                       | Casa delle Libertà                   | 34.859                                 | 42,1    |      |
|                                | L’Ulivo – SVP                        | La Margherita (Dem – PPI – RI – Udeur) | 15.317  | 18,5 |
| Democratici di Sinistra        | L’Ulivo – SVP                        | 12.272                                 | 14,8    |      |
| Südtiroler Volkspartei         | L’Ulivo – SVP                        | 4.208                                  | 5,1     |      |
| Il Girasole (FdV – SDI)        | L’Ulivo – SVP                        | 2.139                                  | 2,6     |      |
| Partito dei Comunisti Italiani | L’Ulivo – SVP                        | 865                                    | 1,0     |      |
| ↳ Gesamt                       | L’Ulivo – SVP                        | 34.801                                 | 42,0    |      |
|                                | Italia dei Valori                    | Italia dei Valori                      | 4.752   | 5,7  |
|                                | Partito della Rifondazione Comunista | Partito della Rifondazione Comunista   | 4.035   | 4,9  |
|                                | Lista Emma Bonino                    | Lista Emma Bonino                      | 2.142   | 2,6  |
|                                | Democrazia Europea                   | Democrazia Europea                     | 2.120   | 2,6  |
|                                | Abolizione Scorporo                  | Abolizione Scorporo                    | 83      | 0,1  |
| Gesamt                         | Gesamt                               | Gesamt                                 | 82.792  | 100  |
|                                |                                      |                                        |         |      |
| Ungültige Stimmen              | Ungültige Stimmen                    | Ungültige Stimmen                      | 5.525   | 6,3  |
| Wähler                         | Wähler                               | Wähler                                 | 88.317  | 84,2 |
| Wahlberechtigte                | Wahlberechtigte                      | Wahlberechtigte                        | 104.836 |      |
|                                |                                      |                                        |         |      |
| Quelle: Innenministerium       |                                      |                                        |         |      |

## Von 2017 bis 2020

### Wahlkreisgebiet
| Wahlkreise – Camera dei deputati – Trentino-Südtirol | Wahlkreise – Camera dei deputati – Trentino-Südtirol | Wahlkreise – Camera dei deputati – Trentino-Südtirol                           |
| Provinz                                              | Provinz                                              | Gemeinden nach Provinzen ⮞ Wahlkreis                                           |
| ---------------------------------------------------- | ---------------------------------------------------- | ------------------------------------------------------------------------------ |
|                                                      | Südtirol (116 Gemeinden)                             | 18 ⮞ Wahlkreis Bozen 54 ⮞ Wahlkreis Brixen 44 ⮞ Wahlkreis Meran                |
|                                                      | Trentino (177 Gemeinden)                             | 69 ⮞ Wahlkreis Trient 50 ⮞ Wahlkreis Rovereto 58 ⮞ Wahlkreis Pergine Valsugana |

Der Wahlkreis umfasste 50 Gemeinden (Ala, Arco, Avio, Besenello, Bleggio Superiore, Bocenago, Bondone, Borgo Chiese, Borgo Lares, Brentonico, Caderzone Terme, Calliano, Carisolo, Castel Condino, Comano Terme, Drena, Dro, Fiavè, Folgaria, Giustino, Isera, Ledro, Massimeno, Mori, Nago-Torbole, Nogaredo, Nomi, Pelugo, Pieve di Bono-Prezzo, Pinzolo, Pomarolo, Porte di Rendena, Riva del Garda, Ronzo-Chienis, Rovereto, San Lorenzo Dorsino, Sella Giudicarie, Spiazzo, Stenico, Storo, Strembo, Tenno, Terragnolo, Tione di Trento, Trambileno, Tre Ville, Valdaone, Vallarsa, Villa Lagarina und Volano).

### Wahlergebnisse

#### Parlamentswahl 2018
| Kandidaten               | Kandidaten            | Stimmen | %    | Listen                   | Stimmen | %    |
| ------------------------ | --------------------- | ------- | ---- | ------------------------ | ------- | ---- |
|                          | Vanessa Cattoigewählt | 39.544  | 37,5 | Lega                     | 26.759  | 25,4 |
| Forza Italia             | Vanessa Cattoigewählt | 39.544  | 37,5 | 8.534                    | 8,1     |      |
| Fratelli d’Italia        | Vanessa Cattoigewählt | 39.544  | 37,5 | 3.547                    | 3,4     |      |
| Noi con l’Italia – UDC   | Vanessa Cattoigewählt | 39.544  | 37,5 | 704                      | 0,7     |      |
|                          | Michele Nicoletti     | 31.183  | 29,6 | Partito Democratico      | 21.062  | 20,0 |
| SVP – PATT               | Michele Nicoletti     | 31.183  | 29,6 | 4.295                    | 4,1     |      |
| +Europa                  | Michele Nicoletti     | 31.183  | 29,6 | 3.324                    | 3,2     |      |
| Civica Popolare          | Michele Nicoletti     | 31.183  | 29,6 | 1.856                    | 1,8     |      |
| Italia Europa Insieme    | Michele Nicoletti     | 31.183  | 29,6 | 646                      | 0,6     |      |
|                          | Matteo Perini         | 28.020  | 26,6 | Movimento 5 Stelle       | 28.020  | 26,6 |
|                          | Ezio Paolo Viglietti  | 3.019   | 2,9  | Liberi e Uguali          | 3.019   | 2,9  |
|                          | Giuliano Pantano      | 1.316   | 1,2  | Potere al Popolo!        | 1.316   | 1,2  |
|                          | Giulia Pilloni        | 1.164   | 1,1  | CasaPound Italia         | 1.164   | 1,1  |
|                          | Milena Carozzo        | 985     | 0,9  | Il Popolo della Famiglia | 985     | 0,9  |
|                          | Massimo Taddei        | 196     | 0,2  | Partito Valore Umano     | 196     | 0,2  |
| Gesamt                   | Gesamt                | 105.427 | 100  |                          | 105.427 | 100  |
|                          |                       |         |      |                          |         |      |
| Ungültige Stimmen        | Ungültige Stimmen     | 3.563   | 3,3  |                          |         |      |
| Wähler                   | Wähler                | 108.990 | 79,3 |                          |         |      |
| Wahlberechtigte          | Wahlberechtigte       | 137.396 |      |                          |         |      |
|                          |                       |         |      |                          |         |      |
| Quelle: Innenministerium |                       |         |      |                          |         |      |

## Seit 2020

### Wahlkreisgebiet
| Wahlkreise – Camera dei deputati – Trentino-Südtirol | Wahlkreise – Camera dei deputati – Trentino-Südtirol | Wahlkreise – Camera dei deputati – Trentino-Südtirol |
| Provinz                                              | Provinz                                              | Gemeinden nach Provinzen ⮞ Wahlkreis                 |
| ---------------------------------------------------- | ---------------------------------------------------- | ---------------------------------------------------- |
|                                                      | Südtirol (116 Gemeinden)                             | 41 ⮞ Wahlkreis Bozen 75 ⮞ Wahlkreis Brixen           |
|                                                      | Trentino (166 Gemeinden)                             | 81 ⮞ Wahlkreis Trient 85 ⮞ Wahlkreis Rovereto        |

Der Wahlkreis umfasst 85 Gemeinden (Ala, Altopiano della Vigolana, Arco, Avio, Baselga di Pinè, Bedollo, Besenello, Bieno, Bleggio Superiore, Bocenago, Bondone, Borgo Chiese, Borgo Lares, Borgo Valsugana, Brentonico, Caderzone Terme, Calceranica al Lago, Caldonazzo, Calliano, Carisolo, Carzano, Castel Condino, Castel Ivano, Castello Tesino, Castelnuovo, Cinte Tesino, Civezzano, Comano Terme, Drena, Dro, Fiavè, Fierozzo, Folgaria, Fornace, Frassilongo, Giustino, Grigno, Isera, Lavarone, Ledro, Levico Terme, Luserna, Massimeno, Mori, Nago-Torbole, Nogaredo, Nomi, Novaledo, Ospedaletto, Palù del Fersina, Pelugo, Pergine Valsugana, Pieve di Bono-Prezzo, Pieve Tesino, Pinzolo, Pomarolo, Porte di Rendena, Riva del Garda, Roncegno Terme, Ronchi Valsugana, Ronzo-Chienis, Rovereto, Samone, San Lorenzo Dorsino, Sant’Orsola Terme, Scurelle, Sella Giudicarie, Spiazzo, Stenico, Storo, Strembo, Telve, Telve di Sopra, Tenna, Tenno, Terragnolo, Tione di Trento, Torcegno, Trambileno, Tre Ville, Valdaone, Vallarsa, Vignola-Falesina, Villa Lagarina und Volano).

### Wahlergebnisse

#### Parlamentswahl 2022
| Kandidaten                          | Kandidaten            | Stimmen | %    | Listen                                                  | Stimmen | %    |
| ----------------------------------- | --------------------- | ------- | ---- | ------------------------------------------------------- | ------- | ---- |
|                                     | Vanessa Cattoigewählt | 58.640  | 42,6 | Fratelli d’Italia                                       | 34.926  | 25,4 |
| Lega per Salvini Premier            | Vanessa Cattoigewählt | 58.640  | 42,6 | 16.308                                                  | 11,8    |      |
| Forza Italia                        | Vanessa Cattoigewählt | 58.640  | 42,6 | 6.469                                                   | 4,7     |      |
| Noi Moderati                        | Vanessa Cattoigewählt | 58.640  | 42,6 | 937                                                     | 0,7     |      |
|                                     | Michela Calzà         | 40.293  | 29,3 | Partito Democratico – Italia Democratica e Progressista | 29.197  | 21,2 |
| Alleanza Verdi e Sinistra           | Michela Calzà         | 40.293  | 29,3 | 5.910                                                   | 4,3     |      |
| +Europa                             | Michela Calzà         | 40.293  | 29,3 | 4.476                                                   | 3,3     |      |
| Impegno Civico – Centro Democratico | Michela Calzà         | 40.293  | 29,3 | 710                                                     | 0,5     |      |
|                                     | Alessia Tarolli       | 11.072  | 8,0  | Azione – Italia Viva                                    | 11.072  | 8,0  |
|                                     | Maurizio Dal Bianco   | 8.771   | 6,4  | Movimento 5 Stelle                                      | 8.771   | 6,4  |
|                                     | Elena Albertini       | 8.067   | 5,9  | SVP – PATT                                              | 8.067   | 5,9  |
|                                     | Maurizio Bisoffi      | 3.341   | 2,4  | Italexit per l’Italia                                   | 3.341   | 2,4  |
|                                     | Tommaso Pappalardo    | 3.063   | 2,2  | Vita                                                    | 3.063   | 2,2  |
|                                     | Michele Berti         | 2.925   | 2,1  | Italia Sovrana e Popolare                               | 2.925   | 2,1  |
|                                     | Irene Castellani      | 1.511   | 1,1  | Unione Popolare                                         | 1.511   | 1,1  |
| Gesamt                              | Gesamt                | 137.683 | 100  |                                                         | 137.683 | 100  |
|                                     |                       |         |      |                                                         |         |      |
| Ungültige Stimmen                   | Ungültige Stimmen     | 6.889   | 4,8  |                                                         |         |      |
| Wähler                              | Wähler                | 144.572 | 69,9 |                                                         |         |      |
| Wahlberechtigte                     | Wahlberechtigte       | 206.683 |      |                                                         |         |      |
|                                     |                       |         |      |                                                         |         |      |
| Quelle: Innenministerium            |                       |         |      |                                                         |         |      |